# Laomu
Laomu (kinesiska: 老木乡, 老木) är en socken i Kina. Den ligger i provinsen Sichuan, i den sydvästra delen av landet, omkring 240 kilometer nordost om provinshuvudstaden Chengdu. Antalet invånare är 10 272. Befolkningen består av 4 891 kvinnor och 5 381 män. Barn under 15 år utgör 17,0 %, vuxna 15-64 år 69 %, och äldre över 65 år 12,0 %.
Genomsnittlig årsnederbörd är 1 410 millimeter. Den regnigaste månaden är juli, med i genomsnitt 291 mm nederbörd, och den torraste är december, med 4 mm nederbörd.